# Будинок-музей князя Л. С. Голіцина в Новому Світі
Будинок-музей князя Л. С. Голіцина в Новому Світі (Великий будинок) — музей історії виноробства та виноградарства в Криму і його засновника князя Л. С. Голіцина, розташований у будівлі його садиби в селищі Новий Світ. Був відкритий у 1978 році при Заводі шампанських вин (нині Завод шампанських вин «Новий Світ»).
У Російській Федерації, яка захопила Крим, будівля музею — об'єкт культурної спадщини регіонального значення, в Україні — пам'ятка культурної спадщини місцевого значення.

## Історія
Діяльність князя Л.С. Голіцина залишила великий слід в історії та культурі Криму. З ним пов'язаний початок промислового виноробства у Криму і на Північному Кавказі у другій половині XIX століття. Одним із центрів виробництва шампанських вин став маєток «Новий Світ», куплений у 1878 році, де князь побудував винні підвали і завод. У Новому Світі власник, персонал і гості в перші роки жили у «Вежах», архітектура яких навіяна Генуезькою фортецею. Для себе і сім'ї пізніше Голіцин звів за власним проектом «Великий будинок», який розташований ближче до виноградників, лівіше «Веж» і вище по схилу. «Великий будинок» був закінчений до 1880 року. Це було сучасне, комфортабельне для умов півдня житло, незрівнянне, однак, за розкішшю з палацами Південного узбережжя Криму, які будувала в той час знать. Ліву частину будинку займав сам князь, а у трьох кімнатах правого крила розташовувалися приміщення членів сім'ї.
У 1912 році в маєтку побував російський імператор Микола II із почтом. У різні роки його відвідали і залишили записи в гостьовій книзі граф П. К. Бенкендорф, князь В. М. Орлов, поет М. О. Волошин, письменник О. М. Толстой.
Існує думка, що оперний співак Ф. І. Шаляпін після відвідування заводу і садиби дав імпровізований концерт у гроті Голіцина, який тепер частіше називають Шаляпінський, проте документальні свідчення його перебування у Криму в 1916 році є тільки для курорту Суук-Су В. І. Березіна та О. М. Соловйової в Гурзуфі.
У січні 1918 року влада в Криму захопила Соціалістична радянська республіка Таврида. Почалася хвиля націоналізації поміщицьких маєтків, що в умовах анархії звелося до грабежів. Ця доля спіткала і «Новий Світ». Голіциним була створена велика бібліотека і велика колекція предметів мистецтва. Значна частина колекцій була втрачена через грабежі маєтку. Після низки урядів із 16 листопада 1920 року Крим остаточно захопила радянська влада. 1 грудня 1920 Наказом № 2 Революційного Комітету вийшов декрет про вилучення з приватного володіння як різних відомств, так і приватних осіб, усіх маєтків Південного узбережжя Криму від Судака до Севастополя включно. Їх брали на облік Управління південнобережних радянських господарств Криму, яке ввело в них управління на основі «Положення про Радянські Господарства».

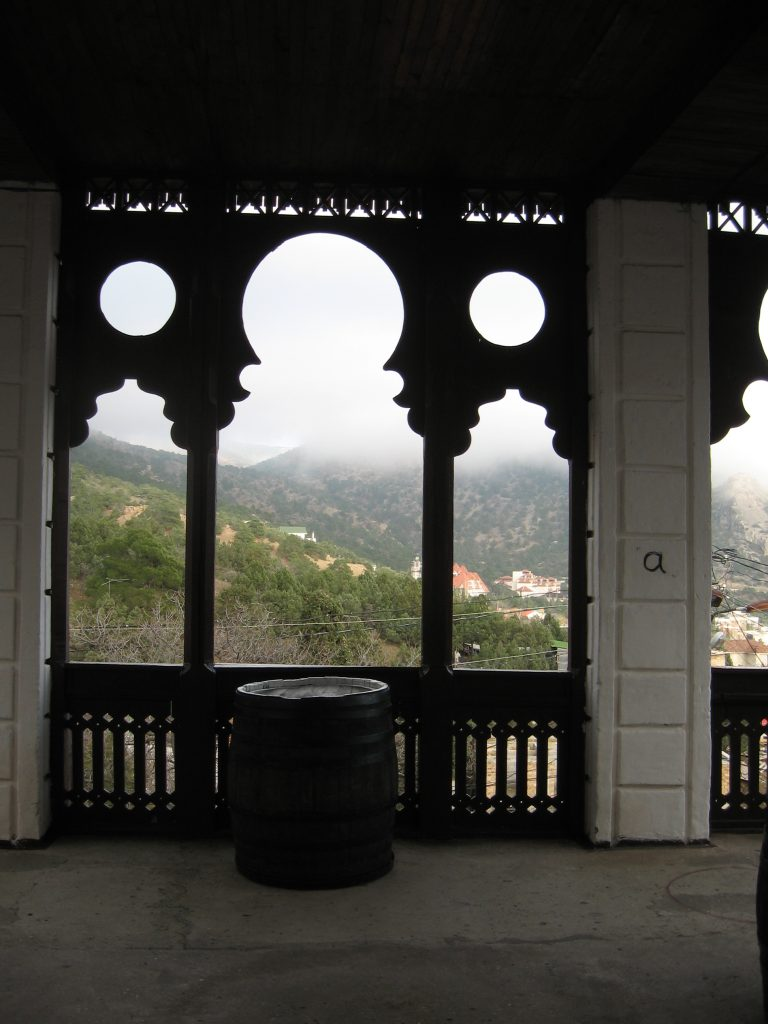
Архітектурні елементи тераси виконані в мавританському стилі

8 вересня 1978 року, до 100-річчя створення заводу, в будівлі маєтку був відкритий музей виноградарства і виноробства та дегустаційний зал заводу шампанських вин у підвалі, які працюють до теперішнього часу.

## Архітектура маєтку
Маєток являє собою одноповерхову кам'яницю з великим підвалом, прямокутна у плані, за зовнішніми розмірами довжина будівлі 34 метри, ширина 10,5 метрів. Через перепад рельєфу будівля стоїть на високому цоколі, з північного сходу і південного сходу майже по висоті поверху і знизу виглядає багатоповерховою. Планування змішане — анфілади і коридори з однобічнім розташуванням кімнат. Зовні споруда виглядає досить еклектично, елементи мавританського стилю змішані з елементами класицизму. У будинку облаштовані широкі зовнішні кам'яні сходи, які ведуть до головного входу будинку і веранди, обвиваючи будівлю з трьох боків сходовими маршами.
Цокольний поверх нежитловий, вхід розташований із боку головного фасаду під верандою. Перший поверх займали житлові приміщення. Головний, північно-східний фасад має в центрі домінанту у вигляді відкритої веранди на подіумі, прикрашеному квадратною вежею під куполом, нині втраченим. Аркада по периметру прямокутної веранди складена з підковоподібних арок з фестонами — популярного елемента архітектурі Магрибу. Оформлення фасадів лаконічне, плоску поверхню стін оживляють виконані в камені сандрики, рустовані кути будинку і кам'яні пілони. Вежа з відкритою верандою і увінчана куполом надавала акцент і виразність усій будівлі, яке здіймалася над усім селищем. Повністю зберігся великий підвал загальною площею 315,5 метра. Арки мають висоту не менше 6 метрів. У стінах підвалу у два яруси були вбудовані спеціальні ніші — кази. У них витримувалися пляшки з колекційними винами. Для просушування та обкурювання підвалу був побудований камін із прямим англійським і спеціальним колінчатим димоходами.

## Основна експозиція
Експозиція музею розміщена в семи залах, її фонди налічують 413 експоната. Серед найбільш цінних виділяється чавунний бюст імператора Олександра I, замовлений для Казенного училища виноробства в Судаку, археологічні знахідки, пов'язані з виноробством, кубок для вина з рожевого кришталю, подарунок Голіцину в 1903 році від московських виноробів, частини чайного сервізу 1896 роки з ручним розписом по емалі, меблі і рояль XIX століття, справжні медалі, якими нагороджувалися вина Голіцина на міжнародних виставках і дегустаціях.
У залах будинку-музею представлені матеріали біографії Л. С. Голіцина, історія античного виноробства, історії організації виноробних підприємств у Криму, нагороди і дипломи, завойовані продукцією «Нового світу» на міжнародних виставках, старовинна реклама вин, фотографії кінця XIX — початку XX століття. Музей також викуповує та отримує в дар від меценатів не тільки предмети старовини, а і справжні речі князя Голіцина, розкидані в історичних перипетіях по всій Європі.

У 2015 році музей зміг отримати кілька копій полотен із вилученої в 1920-і колекції князя, оригінали яких у даний час зберігаються в експозиції Севастопольського художнього музею імені М. П. Крошицького. Зібрання поповнили 10 репродукцій картин колекції, серед яких «Окуні» Пітера де Пюттера, «Риби та омар» трьох художників — Орме Віллема, Адама Віллартса, Франсуа Рейкхалса, «Застільна молитва» Моленара Ян Мінсе, «Суд Соломона» фламандця Франса Франкена, дві копії великого майстра фламандського живопису Давида Тенірса Молодшого, а також «Натюрморт», створений художником Яном Ферденандесом.
Важливою частиною експозиції є колекційні вина, що зберігаються і демонструються в підвалі садиби і в головних підвалах заводу, де цілий рік підтримується постійний температурний режим у 10-13 С°. У літню пору відвідувачам дегустації при тривалому перебуванні в підвалах необхідно потурбуватись про додатковий одяг.

## Дегустації вин і виставки
Основні екскурсії-дегустації проводяться на території головних винних підвалів заводу шампанських вин «Новий Світ». У підвалі музею-садиби через обмежену площу проводиться тільки один винний тур «Екскурс у минуле» і екскурсії для спеціальних гостей заводу.
Музей також проводить виставки з фондів музеїв Криму і Росії, вернісажі місцевих авторів, камерні концерти і літературні читання за тематикою «Крим у світовій літературі і мистецтві», «Наша спадщина» тощо.